# Окно (Черновицкая область)
Окно́ (укр. Вікно) — село в Черновицком районе Черновицкой области Украины. Административный центр Окнянской сельской общины.
До 2020 года входило в Заставновский район.
Население по переписи 2001 года составляло 1592 человека. Почтовый индекс — 59443. Телефонный код — 3737. Код КОАТУУ — 7321586001.